# Ryfapentyna
Ryfapentyna (łac. rifapentinum) – wielofunkcyjny organiczny związek chemiczny, pochodna ryfamycyny, bakteriobójczy antybiotyk ansamycynowy, stosowany w leczeniu gruźlicy.

## Mechanizm działania
Ryfapentyna hamuje zależną od DNA polimeraze RNA prątków gruźlicy.

## Zastosowanie
- gruźlica[3][4]
- bezobjawowe zakażenie prątkiem gruźlicy[5]

Rifapentyna znajduje się na wzorcowej liście podstawowych leków Światowej Organizacji Zdrowia (WHO Model Lists of Essential Medicines) (2015). 
Ryfapentyna nie jest dopuszczona do obrotu w Polsce (2016).

## Działania niepożądane
Ryfapentyna może powodować następujące istotne działania niepożądane:
- nadwrażliwość
- hepatotoksyczność
- hiperbilirubinemię
- czerwone lub pomarańczowe zabarwienie tkanek i płynów ciała
- trwałe zabarwienie soczewek kontaktowych i protez stomatologicznych
- napady porfirii
- rzekomobłoniaste zapalenie jelit.